# Кучеренко, Денис Денисович
Денис Денисович Кучеренко (укр. Денис Денисович Кучеренко, позывной — Ким; 12 марта 1990, Степановка — 10 августа 2023, Понятовка) — украинский военнослужащий, солдат, участник российско-украинской войны. Герой Украины (2025, посмертно).

## Биография
Родился 12 марта 1990 года в селе Степановка Раздельнянского района Одесской области. Жил и работал в Одессе, по профессии — автослесарь.
С началом полномасштабного вторжения России в Украину в 2022 году вступил в ряды 126-й отдельной бригады территориальной обороны.
10 августа 2023 года погиб во время выполнения боевого задания возле села Понятовка Херсонской области. Управляя лодкой при форсировании Днепра, попал под миномётный обстрел. Благодаря его действиям, боевое подразделение удалось вывести из-под огня, однако сам Денис получил смертельное осколочное ранение.
Похоронен в родном селе.

## Награды
- Звание «Герой Украины» с удостоением ордена «Золотая Звезда» (14 марта 2025, посмертно) — за личное мужество и героизм, проявленные в защите государственного суверенитета и территориальной целостности Украины, верность военной присяге[1].
- Орден «За мужество» III степени (17 ноября 2023, посмертно) — за личное мужество и самоотверженные действия, проявленные в защите государственного суверенитета и территориальной целостности Украины, верность военной присяге[2].